# Maribo
Maribo este un oraș în Danemarca.